# Pèlerinage de Deggendorf

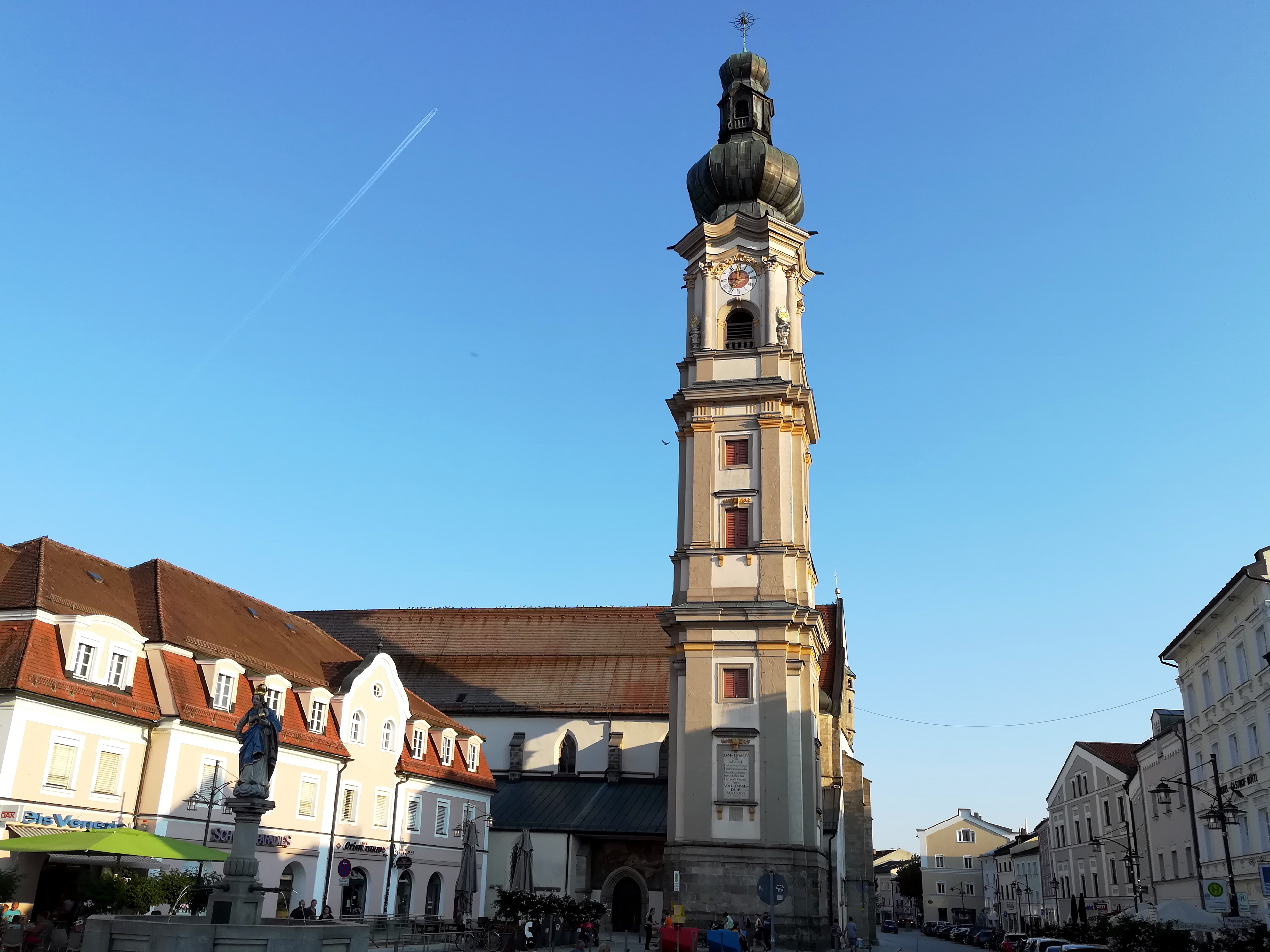
L'église du Saint-Sépulcre à Deggendorf.

Le pèlerinage de Deggendorf (en allemand : Deggendorfer Gnad) était un pèlerinage annuel fondé sur l'accusation de profanation d'hosties contre les Juifs ; il faisait suite à un pogrom de l'an 1338 au cours duquel la population juive avait été massacrée et brulée. Ce pèlerinage antijuif conduisait à l'église du Saint-Sépulcre (de), dans la ville de Deggendorf en Bavière, jusqu'à ce que l'évêque de Ratisbonne ait mis fin à l'événement en mars 1992 en priant pour le pardon de ce qui s'était passé.  

## Contexte historique
Une source contemporaine de 1338 nous apprend que des Juifs ont été brulés à Deggendorf, à l'automne de cette année-là. Ce pogrom meurtrier à un nombre inconnu de victimes semble lié aux dettes énormes des habitants de Deggendorf à l'égard des Juifs tués. Les jours suivants, comme on le rapporte dans de nombreux cas analogues, d'autres pogroms aussi meurtriers ont eu lieu en Basse-Bavière aux environs de Deggendorf. Le document délivré par le duc Henri XIV de Bavière, dont ne nous est parvenue qu'une transcription de l'année 1609, assure aux citoyens chrétiens de Deggendorf que « les garanties, les obligations hypothécaires et les autres documents que les Juifs détenaient à leur encontre » doivent être considérés comme effacés « pour l'éternité », et que les auteurs des violences devraient être exonérés de toute responsabilité.
Dans les années qui ont suivi le pogrom de 1338 on a commencé à construire dans l'enceinte de Deggendorf une église qui, en 1361, a été placée sous le patronage alors répandu du « Corps du Christ » et des « Saints Apôtres Pierre et Paul ». On n'a pu encore établir si l'église était située ou non sur l'emplacement d'une ancienne synagogue. À l'époque du massacre, Deggendorf appartenait déjà au diocèse de Ratisbonne tenu par l'évêque Nicolas d'Ybbs († 1340).
C'est seulement deux générations après le massacre, que la Chronique des ducs de Bavière (1371/1372) pour l'automne 1338 rapporte des pogroms dans plusieurs villes de Bavière et d'Autriche. Le motif de cette persécution est ici, sous certaines réserves explicites (« fama » ou « infamia ») du chroniqueur, le soupçon de « profanation d'hosties ». Le meurtre des juifs est qualifié de châtiment voulu par Dieu, mais la ville de Deggendorf n'est pas mentionnée explicitement.

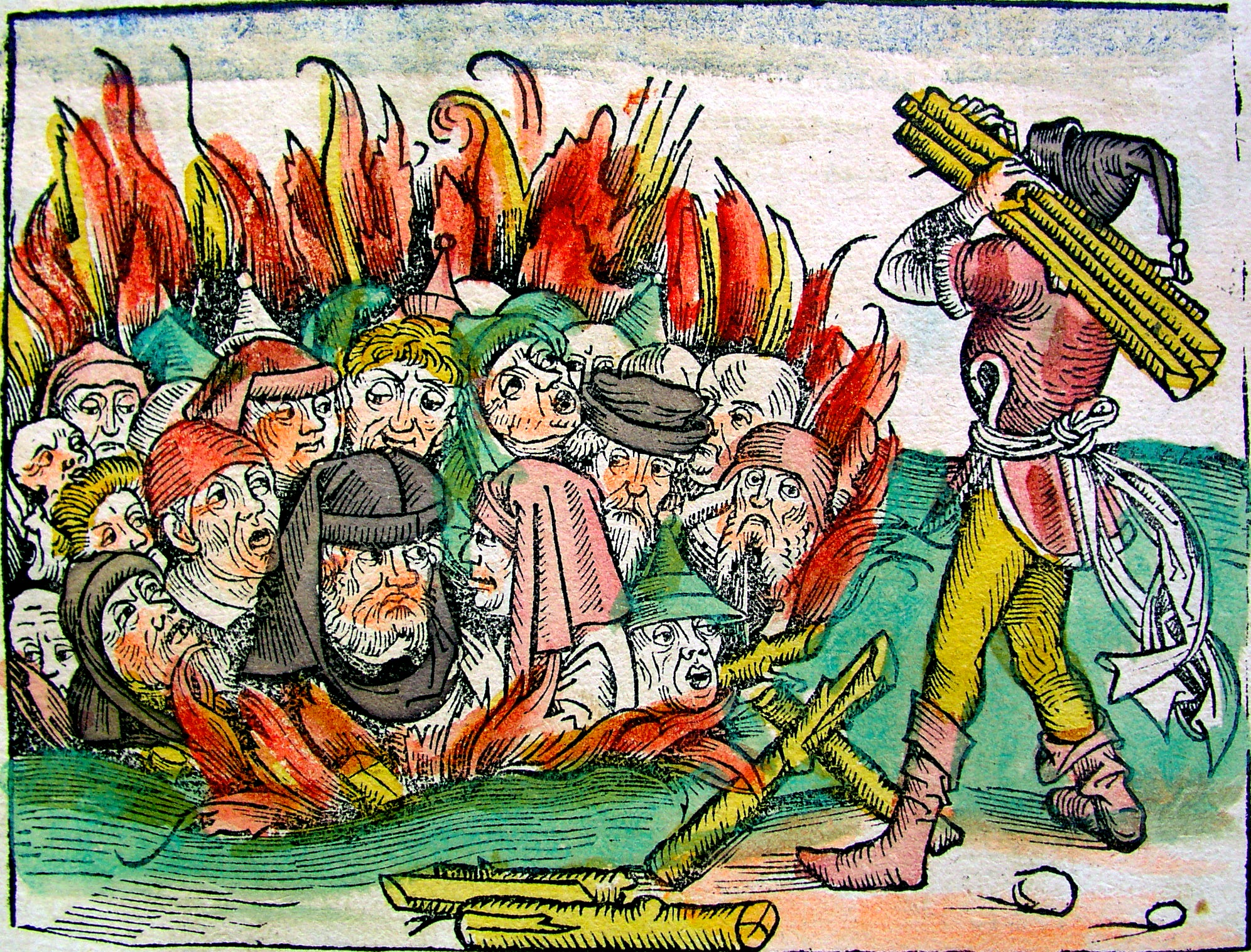
Juifs brûlés vifs à Deggendorf, La Chronique de Nuremberg, 1493.

La première chronique, qui établit un lien de cause à effet entre le pogrom de Deggendorf et l'accusation de « profanation d'hostie », est l'Histoire de la fondation des monastères de Bavière, qui fut commencée vers 1388. Il y est dit qu'en 1337 à Deggendorf une hostie, le « Corps du Seigneur », aurait été retrouvée martyrisée par les Juifs. Le résultat fut qu'un an plus tard les Juifs furent brulés. Dans La Chronique de Nuremberg publiée par Hartmann Schedel en 1493, au chapitre Le sixième âge, on répète les récits antisémites et on représente la mise au bûcher des Juifs de Deggendorf.

## Critique
Depuis le siècle des Lumières, notamment à l'époque du Joséphisme au XVIIIe siècle, des critiques se sont élevées contre le pèlerinage, allant de pair avec l'exigence de terminer la pratique. Des éditeurs comme Johann Christoph von Aretin (1773-1824) ont souligné l'imbrication du pèlerinage avec le pogrom historique. En 1962, l'évêque de Ratisbonne, Rudolf Graber, a condamné publiquement la persécution des Juifs au Moyen-Âge ; néanmoins, il n'était pas disposé à de mettre fin aux voyages. Au lieu de cela, l'événement a été reclassé comme une réunion eucharistique à caractère expiatoire.
En 1991, l'association pour la collaboration judéo-chrétienne à Ratisbonne a expliqué que la légende de profanation d'hosties est « un mensonge religieux et politique tangible » capable de générer l'antijudaïsme. Ce n'est qu'en 1992 que le pèlerinage annuel a été arrêté.

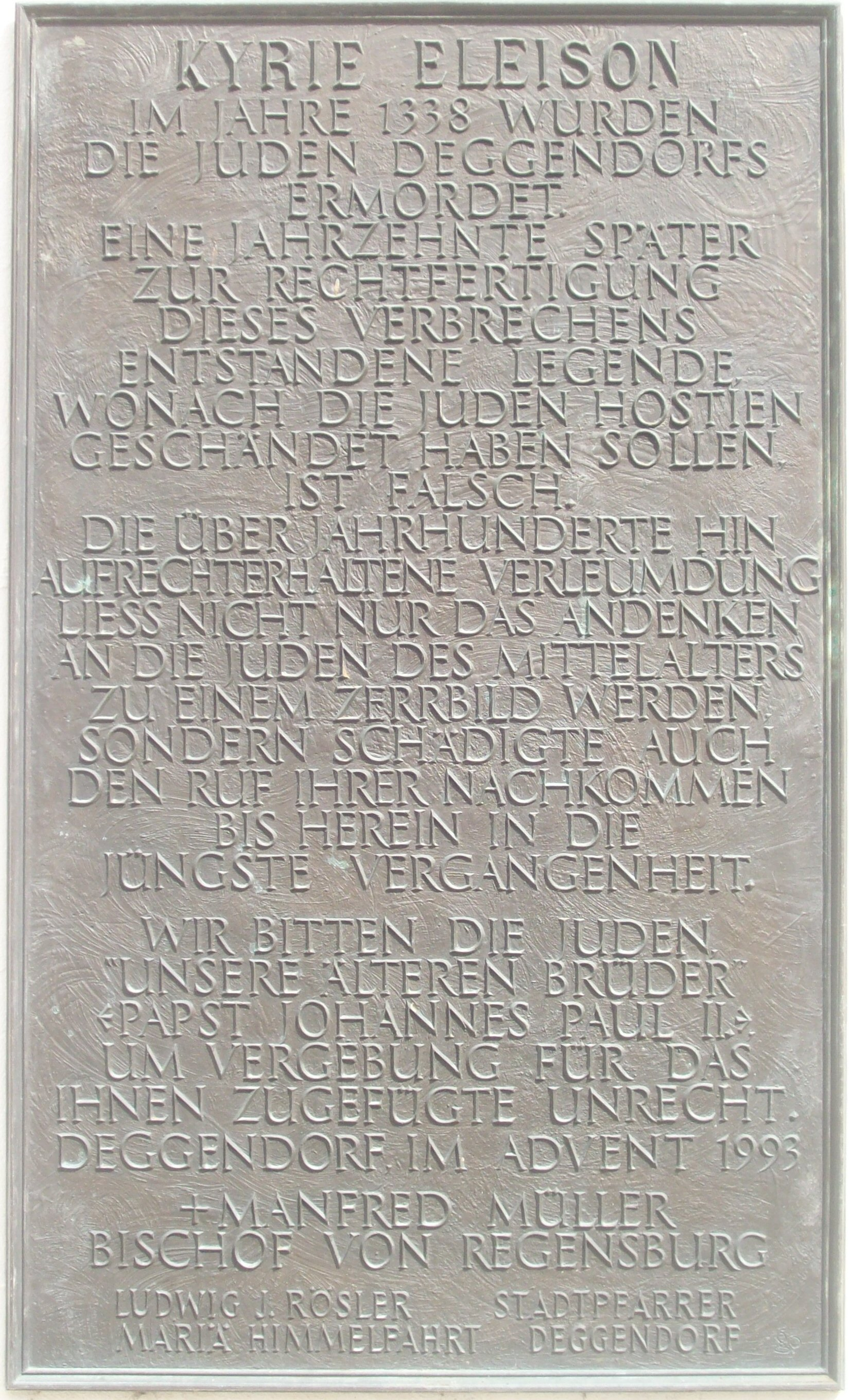
La plaque commémorative.

En 1993 une plaque commémorative a été fixée sur l’église du Saint-Sépulcre avec le texte suivant : 
« Kyrie Eleison. En 1338, les juifs de Deggendorf ont été assassinés. Pour justifier ce crime une légende est née une dizaine d’années plus tard, selon laquelle les Juifs auraient profané des hosties. Entretenue pendant des siècles, cette calomnie n'a pas seulement créé une image déformée des Juifs du Moyen Âge, mais a entaché aussi la réputation de leurs descendants jusque dans le passé le plus récent. Nous demandons pardon aux Juifs, « nos frères ainés » (pape Jean-Paul II), pour l'injustice qui leur a été faite. Deggendorf, pendant l'Avent 1993. Manfred Müller, évêque de Ratisbonne. Ludwig J. Rösler, curé de l’église de l’Assomption à Deggendorf.